# Казахстан (Тарбагатайский район)
Казахстан (каз. Қазақстан) — село в Тарбагатайском районе Восточно-Казахстанской области Казахстана. Входит в состав Кабанбайского сельского округа. Код КАТО — 635843200.

## Население
В 1999 году население села составляло 302 человека (147 мужчин и 155 женщин). По данным переписи 2009 года, в селе проживало 225 человек (117 мужчин и 108 женщин).